# Museum Jorge Rando
Il Museum Jorge Rando è il primo museo espressionista in Spagna. Dedicato al pittore Jorge Rando, alberga le sue opere e temporaneamente quelle di artisti nazionali e internazionali legati a questa corrente. È stato inaugurato ufficialmente il 28 maggio 2014. 

## Il museo
La missione del museo è incentrata sullo studio e sulla diffusione dell'opera di Jorge Rando, di cui espone le opere, e sull'indagine relativa all'espressionismo dagli ultimi decenni del XIX secolo fino ad oggi, nelle sue diverse sfaccettature (pittura, scultura, architettura, filosofia, letteratura, cinema e musica), ospitando artisti spagnoli e internazionali nelle sue esposizioni temporanee. L'arte è dichiaratamente intesa secondo una prospettiva spirituale e umanistica.
Le sale ospitano le opere di Jorge Rando con un discorso espositivo in continuo movimento, da considerarsi vivo, nel quale si intercambiano i differenti cicli tematici dell'artista per accompagnare l'opera invitata. Le esposizioni temporanee accolgono artisti spagnoli o internazionali legati all'espressionismo o al neoespressionismo, tra i quali Käthe Kollwitz e Ernst Barlach.
Il museo intende essere "il salotto dell'arte" (la sala de estar del arte) e accoglie per tutto l'anno rappresentazioni di differenti discipline artistiche con cicli dedicati.
Il museo offre inoltre visite guidate che consistono in colloqui offerti da storici dell'arte senza percorsi prefissati, ma in relazione alle richieste e alle necessità del visitatore. Sono inoltre disponibili visite personalizzate, un programma educativo per le scuole con visite, atelier artistici e tavoli di dibattito.
L'entrata al museo è libera, come l'accesso alle visite guidate o agli eventi.

## Sede
Il museo è ospitato dal monastero Las Mercedarias, nella via Cruz del Molinillo di Malaga. L'edificio fu costruito dall'architetto Manuel Rivera Valentín (1878). 
Nel patio posteriore del convento si conserva un esemplare di mandarino, piantato dalla fondatrice del convento più di 140 anni fa.
Le opere di adattamento da monastero a museo furono cominciate dal comune di Malaga nel 2011 e terminarono nella primavera del 2014, sotto la direzione dell'architetto José Antonio González Vargas. Il progetto ha inserito su un lato dell'antico chiostro nuove installazioni di cemento a vista e acciaio ossidato. 
Sono presenti quattro sale espositive con illuminazione naturale. A queste si aggiungono gli spazi di una biblioteca, il patio e l'"atelier", spazio dedicato alla creazione pittorica, utilizzato abitualmente da un gruppo di artisti e rappresenta un luogo di incontro e dialogo tra artisti, storici e visitatori.

## Edificio
L'edificio è annesso al monastero delle Mercedarias in via Cruz del Molinillo a Màlaga. L'edificio fu costruito secondo il progetto dell'architetto D. Manuel Rivera Valentìn (1878) ed è considerato un edificio di interesse artistico preferenziale. Vale la pena mettere in evidenza l'esistenza nel cortile posteriore di uno straordinario esemplare di mandarino piantato dalla fondatrice del convento più di 140 anni fa. Le opere di adattamento di parte del Monastero al Museo cominciarono grazie al Comune di Màlaga nell'anno 2011 e furono terminate nella primavera del 2014. La durezza dell'arte espressionista non avrebbe potuto trovare miglior ubicazione che in questo luogo.

## Installazioni
Il Museum Jorge Rando ha unito nella sua costruzione il mattone antico del convento con le nuove installazioni di calcestruzzo a vista e acciaio arrugginito. Una sinergia che mescola la spiritualità e la calma del Monastero con la durezza dell'arte espressionista.
Il museo comprende quattro sale espositive con illuminazione naturale, uno degli elementi significativi della sua costruzione. L'edificio possiede anche altri spazi come la biblioteca,il cortile e l'Atelier, che è l'area dedicata alla creazione pittorica. Questo viene utilizzato da gruppi di artisti, i quali ne permettono la conversione in un luogo di dibattito e scambio di opinioni riguardanti Arte e cultura tra artisti,storici e visitatori.

## Gestione
La direzione, l'amministrazione e tutte le attività del museo, come esposizioni, cicli di conferenze relazionate all'arte e all'estetica dell'espressionismo, laboratori, seminari, etc. sono a carico della Fondazione Jorge Rando.